# Широкая Долина (Днепропетровская область)
Широкая Долина (укр. Широка Долина) — село,
Новомалиновский сельский совет,
Широковский район,
Днепропетровская область,
Украина.
Код КОАТУУ — 1225886611. Население по переписи 2001 года составляло 82 человека .

## Географическое положение
Село Широкая Долина находится на расстоянии в 1,5 км от сёл Шведово, Червоное и Яблоновка.